# Challenger de Ostrava 2014
El Prosperita Open 2014 fue un torneo de tenis profesional jugado en canchas de tierra batida. Se disputó la 11.ª edición del torneo que formó parte del circuito ATP Challenger Tour 2014. Se llevó a cabo en Ostrava, República Checa entre el 28 de abril y el 4 de mayo de 2014.

## Jugadores participantes del cuadro de individuales
| Favorito | País                            | Jugador               | Rank1 | Posición en el torneo |
| -------- | ------------------------------- | --------------------- | ----- | --------------------- |
| 1        | Bandera de República Checa      | Radek Štěpánek        | 41    | Cuartos de final      |
| 2        | Bandera de Francia              | Stéphane Robert       | 89    | Cuartos de final      |
| 3        | Bandera de España               | Pere Riba             | 95    | Primera ronda         |
| 4        | Bandera de Eslovenia            | Blaž Rola             | 111   | Semifinales           |
| 5        | Bandera de Austria              | Andreas Haider-Maurer | 1113  | Semifinales           |
| 6        | Bandera de República Checa      | Jan Hájek             | 125   | Primera ronda         |
| 7        | Bandera de Bosnia y Herzegovina | Damir Džumhur         | 130   | Segunda ronda         |
| 8        | Bandera de Rusia                | Andrey Kuznetsov      | 131   | CAMPEÓN               |

| Posición en el torneo   |
| ----------------------- |
| Primera y segunda ronda |
| Cuartos de final        |
| Semifinales             |
| FINAL                   |
| CAMPEÓN                 |

- 1 Se ha tomado en cuenta el ranking del día 7 de abril de 2014.

### Otros participantes
Los siguientes jugadores recibieron una invitación (wild card), por lo tanto ingresan directamente al cuadro principal (WC):
- Radek Štěpánek
- Jakub Lustyk
- Jan Minář
- Adam Pavlásek

Los siguientes jugadores ingresan al cuadro principal tras disputar el cuadro clasificatorio (Q):
- Marek Michalicka
- Riccardo Ghedin
- Artem Smirnov
- Aslan Karatsev

## Jugadores participantes en el cuadro de dobles

### Cabezas de serie
| Favorito | País                  | Jugador           | País                       | Jugador           | Rank1 | Posición en el torneo |
| -------- | --------------------- | ----------------- | -------------------------- | ----------------- | ----- | --------------------- |
| 1        | Bandera de Alemania   | Philipp Marx      | Bandera de Eslovaquia      | Michal Mertiňák   | 176   | Semifinales           |
| 2        | Bandera de Italia     | Riccardo Ghedin   | Bandera de Italia          | Claudio Grassi    | 275   | Primera ronda         |
| 3        | Bandera de España     | Gerard Granollers | Bandera de España          | Pere Riba         | 437   | Baja                  |
| 4        | Bandera de Eslovaquia | Andrej Martin     | Bandera de República Checa | Jaroslav Pospíšil | 572   | Cuartos de final      |

- 1 Se ha tomado en cuenta el ranking del día 21 de abril de 2014.

## Campeones

### Individual Masculino
- Andrey Kuznetsov derrotó en la final a  Miloslav Mečíř Jr., 2–6, 6–3, 6–0

### Dobles Masculino
- Andrey Kuznetsov /  Adrián Menéndez derrotaron en la final a  Alessandro Motti /  Matteo Viola, 4–6, 6–3, [10–8]